# Mahdi-militsen
Mahdi-militsen er en shiamuslimsk milits, som har været involveret i urolighederne mellem shiamuslimer og sunnimuslimer i Irak og Syrien. Gruppen var aktiv mellem 2003 og 2008, og har igen været aktiv fra 2014.
Da danske soldater var udstationeret i Sydirak, efter den amerikanske invasion, var Mahdi-militsen en af de primære modstandere i området. 
| Militær | Spire Denne artikel om militær er en spire som bør udbygges. Du er velkommen til at hjælpe Wikipedia ved at udvide den. |